# Astyanax clavitaeniatus

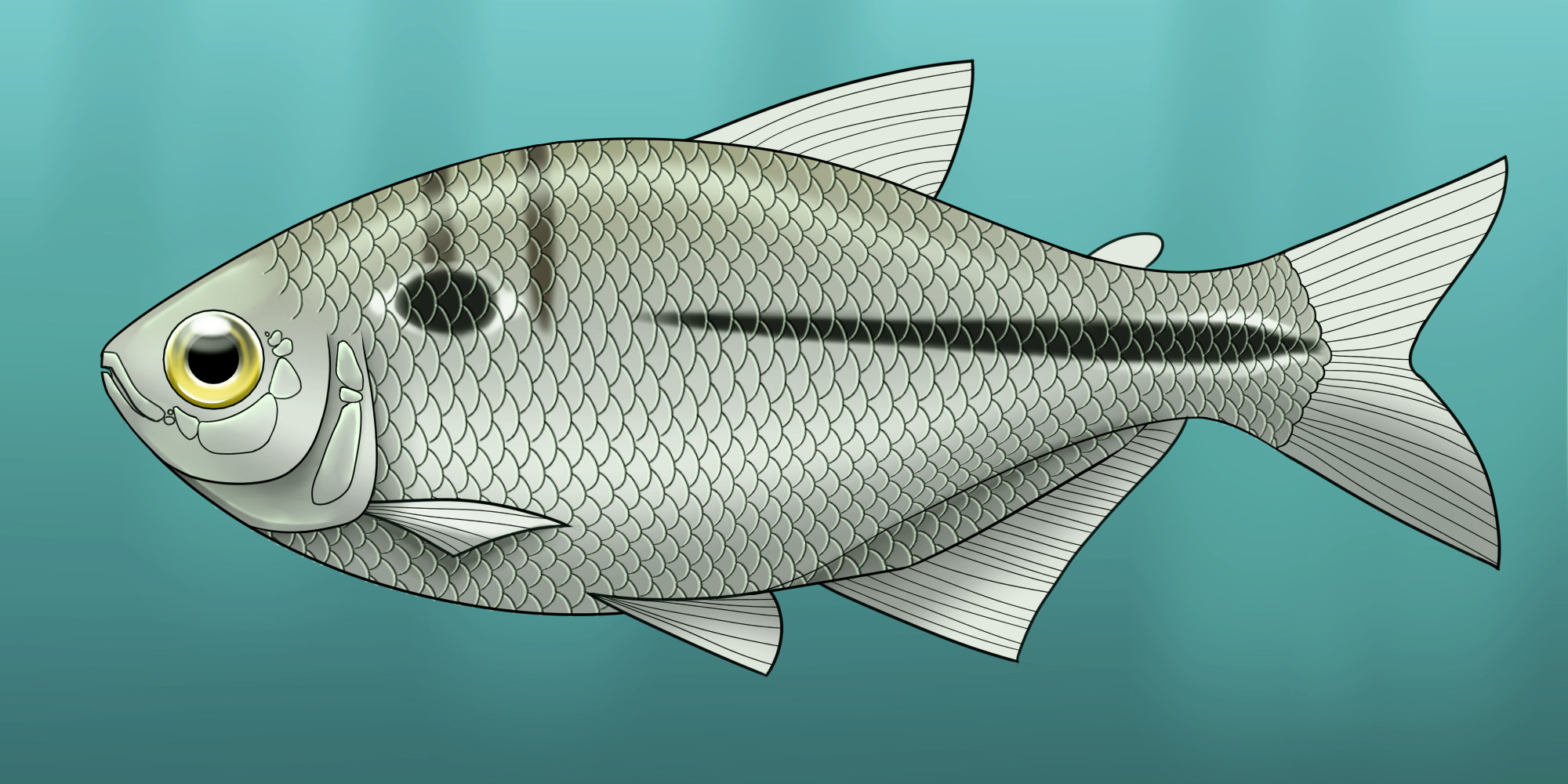
Clavitaeniatus

Astyanax clavitaeniatus är en fiskart som beskrevs av Garutti 2003. Astyanax clavitaeniatus ingår i släktet Astyanax och familjen Characidae. Inga underarter finns listade.